# Colere
Colere – miejscowość i gmina w północnych Włoszech, w Lombardii, w prowincji Bergamo.
Według danych na styczeń 2009 gminę zamieszkiwało 1145 osób przy gęstości zaludnienia 61,2 os./1 km².